# Tropheus moorii
Tropheus moorii (Boulenger, 1898) è un pesce d'acqua dolce appartenente alla famiglia Cichlidae, endemico del lago africano Tanganica, dove vive in zone con fondali rocciosi. 

## Descrizione
Il corpo è allungato, non particolarmente compresso sui lati né alto, nei giovani quasi cilindrico, e raggiunge una lunghezza massima di 14,5 cm. Le pinne sono ampie. Di questa specie esistono molte varietà che si differenziano per la colorazione. Il colore di base è sempre un marrone abbastanza scuro, mentre la colorazione del ventre e delle macchie è diversa per ogni varietà pur mantenendosi tra il giallo e l'arancione scuro. Le striature pallide sui fianchi sono più evidenti e lunghe negli esemplari giovanili. Gli occhi sono color argento con il bordo rosso.
Può raggiungere i 10 anni di età.

## Biologia

### Comportamento
Gli esemplari adulti non nuotano in gruppi e sono prevalentemente solitari.

### Alimentazione
La sua dieta è composta principalmente da alghe ma può comprendere anche altri pesci e invertebrati acquatici.

### Riproduzione
È oviparo e incubatore orale: le uova, fino a 17, vengono deposte e prese in bocca dalla femmina, che poi si avvicina alla pinna anale del maschio. Le uova vengono fecondate dentro la bocca della femmina.

## Conservazione
Viene classificato come "a rischio minimo" (LC) dalla lista rossa IUCN perché è minacciato solo dalla cattura per l'allevamento in acquario e questa minaccia non sembra però rappresentare un pericolo particolare per questa specie.

## Acquariofilia
T. morii, nonostante sia esportato per l'allevamento fin dal secolo scorso, è una specie non facile da allevare in acquario anche a causa della spiccata aggressività intraspecifica. Deve essere allevato in vasche molto capienti.